# Nocturnes de Vierne
Les Nocturnes, op. 34, de Louis Vierne forment un ensemble de trois pièces pour piano. Composées au hasard des rencontres et des déplacements du compositeur, en décembre 1915 et janvier 1916, ces pièces ne portent pas le poids des circonstances extérieures — à commencer par les deuils et les angoisses de la première Guerre mondiale — mais s'attachent à exprimer des impressions éprouvées sur le moment. 
Vierne assure lui-mêle la première audition de son œuvre, le 6 octobre 1916 à la maison du peuple de Lausanne. La première audition parisienne a lieu dix ans plus tard, lors d'un concert de la Société musicale indépendante à la Salle Érard, le 3 mars 1926 par la pianiste Emma Boynet.

## Composition
Les Trois nocturnes sont composés pendant l'hiver de 1915-1916. Les titres qu'ils portent témoignent des circonstances de leur composition. Un bref séjour du compositeur à Rouen, où son ami Albert Dupré lui fait entendre les orgues de l'Abbaye Saint-Ouen, est à l'origine du 1er Nocturne composé le 7 décembre. De retour à Paris, Vierne compose le second Nocturne « aussi rapidement que le premier », le 15 décembre. 
Le dernier Nocturne est composé en Suisse, où le compositeur effectue une tournée de concerts mais va aussi consulter l'éminent professeur Samuel Eperon, qui le convainc de tenter une intervention chirurgicale pour son glaucome qui est en train d'« achever de l'aveugler ». À partir du 12 juillet 1916 s'ouvre une période particulièrement douloureuse de deux années de traitements et de soins, avec de nombreuses complications pour la vue et la santé du musicien. Vierne a tout juste le temps d'achever ses Nocturnes, le 23 janvier 1916 à Genève.

## Création
Toujours convalescent, Louis Vierne présente lui-même ses Trois nocturnes en public, le 6 octobre 1916 à la maison du peuple de Lausanne, obtenant un véritable triomphe auprès des auditeurs présents. La première exécution publique parisienne a lieu dix ans plus tard, lors d'un concert de la Société musicale indépendante à la Salle Érard, le 3 mars 1926 par la pianiste Emma Boynet.
La partition est éditée chez Salabert en 1923.

## Présentation

### Mouvements
1. « La nuit avait envahi la nef de la cathédrale… » — 
Lento ( = 58) en la mineur à quatre temps ()
2. « Au splendide mois de mai, lorsque les bourgeons rompaient l'écorce… » — 
Adagio cantabile ( = 48) en mi majeur à
3. « La lumière rayonnait des astres de la nuit, le rossignol chantait… » — 
Larghetto espressivo ( = 66) en ré bémol majeur à quatre temps ()

### Analyse
Le titre du 2e Nocturne fait référence à l'Intermezzo lyrique de Heinrich Heine, traduit par Gérard de Nerval,.
Selon Bernard Gavoty, « ce triptyque que dédaignent, bien à tort, les pianistes, fait appel à des moyens d'expression très sobres ; on n'y sent pas le souci de plaire, la recherche du chatoiement qui marquent les premiers Nocturnes de Fauré, non plus d'ailleurs que la sérénité des derniers ».

## Discographie
- Louis Vierne : L'œuvre pour piano, enregistrement intégral par Olivier Gardon (1995, 2 CD Timpani 2C2023)

### Ouvrages généraux
- Marc Vignal, Dictionnaire de la musique, Paris, Larousse, 2005, 1078 p. (ISBN 2-03-511001-7, lire en ligne), « Louis Vierne », p. 1026.

### Monographies
- Franck Besingrand, Louis Vierne, Paris, Bleu nuit éditeur, coll. « Horizons » (no 28), 2011, 176 p. (ISBN 978-2-35884-018-7),
- Bernard Gavoty, Louis Vierne : La vie et l'œuvre, Paris, Buchet/Chastel, 1980 (1re éd. 1943), 322 p.